# Associazione Sportiva Roma Pallanuoto
La Società Sportiva Dilettantistica Roma Pallanuoto, o semplicemente Roma Pallanuoto, è stata una società pallanuotistica italiana di Roma. 

## Storia

### Settore maschile
La società nacque nel 1954, dopo aver assorbito la squadra del Ministero degli Esteri, neopromossa in Serie A, e diventando una costola della sezione polisportiva della Associazione Sportiva Roma. Nel suo primo anno di vita riesce immediatamente a vincere lo Scudetto, con un punto di vantaggio sulla RN Camogli. Dopo questo exploit, tuttavia, non seguiranno altri risultati di rilievo e tra il 1961 ed il 1963 retrocederà per due volte in Serie B. Nel 1964 rinuncia all'iscrizione al campionato e riparte dalla Serie C, dove rimane fino al 1969. Dopo alcuni anni di inattività la società giallorossa torna attiva nel 1978, ottenendo una immediata promozione in Serie C. Nel 1983 conquista la Serie B e cinque anni dopo la Serie A2. Tornerà in Serie A1 nel 1990, diventando in breve tempo una tra le principali società pallanuotistiche italiane. Sotto la denominazione di INA Assitalia Roma conquisterà due trofei continentali, la Coppa LEN nel 1994 e la Coppa delle Coppe nel 1996. Tra gli altri risultati degni di nota una finale scudetto persa contro Posillipo nel 1995, una finale di Supercoppa LEN persa contro i croati del Mladost nel 1996 ed un'altra finale di Coppa delle Coppe l'anno successivo, in cui a prevalere fu il Vouliagmeni. Nel 1999, invece, riesce a laurearsi campione d'Italia per la seconda volta nella sua storia, sconfiggendo proprio Posillipo nella finale scudetto.
Dopo questo successo comincerà un lungo declino, culminato con la retrocessione in Serie A2 al termine della stagione 2002-2003. Nel 2004 la squadra si fonderà con il Racing Roma, e nel 2009 ritornerà in massima serie. Al termine dell'annata seguente, tuttavia, cederà il suo titolo sportivo al Latina, con la società che resterà attiva solamente per quel che riguarda la formazione femminile.

### Settore femminile
La formazione femminile ha debuttato in Serie A1 nel 2006, e conquistato due edizioni consecutive della Coppa LEN, nel 2007 e nel 2008, oltre a classificarsi per due volte al secondo posto in Supercoppa LEN. Retrocessa nel 2010, è tornata in Serie A1 due stagioni dopo, salvo riscendere immediatamente in cadetteria e poi dismettere la squadra.

## Rosa 2013-2014
| N° |                     | Ruolo | Giocatore            |
| -- | ------------------- | ----- | -------------------- |
| 13 | Italia (bandiera)   | P     | Tatiana Belà         |
| 12 | Bulgaria (bandiera) | D     | Yanita Kitanova      |
| 11 | Italia (bandiera)   | D     | Margherita Mandara   |
| 5  | Italia (bandiera)   | D     | Maria Chiara Magrini |
| 6  | Italia (bandiera)   | A     | Livia Fantasia       |

| N° |                        | Ruolo | Giocatore        |
| -- | ---------------------- | ----- | ---------------- |
| 8  | Italia (bandiera)      | A     | Valeria Raimondo |
| 7  | Stati Uniti (bandiera) | A     | Caroline Clark   |
| 4  | Italia (bandiera)      | CB    | Lara Dalorto     |
| 10 | Italia (bandiera)      | CB    | Sofia Caterini   |

| Allenatore: | Monica Vaillant |

## Palmarès

### Settore maschile

#### Trofei nazionali
- Campionato italiano: 2

1954, 1999

#### Trofei internazionali
- Coppe LEN: 1

1993-1994
- Coppa delle Coppe: 1

1995-1996

#### Trofei giovanili
- Campionato italiano Juniores B: 1

1983
- Campionato italiano Allievi: 1

2002
- Campionato italiano Ragazzi: 1

2002

### Settore femminile

#### Trofei internazionali
- Coppe LEN: 2

2007, 2008